# Los Angeles Rams
 Los Angeles Rams, tidigare Cleveland Rams och St. Louis Rams, är ett professionellt amerikanskt fotbollslag i National Football League (NFL) som har Los Angeles som hemort. Laget grundades 1936 i Cleveland i Ohio under namnet Cleveland Rams, och flyttade till Los Angeles 1946, där de behöll tillnamnet och spelade som Los Angeles Rams mellan 1946 och 1994. År 1995 flyttade laget till St. Louis i Missouri och spelade under namnet St. Louis Rams till 2015 då det återkom till Los Angeles.

## Mästerskapsvinster
Los Angeles Rams har vunnit fyra stycken titlar i högsta ligan. Innan sammanslagningen mellan National Football League och American Football League räknades den förstnämnda som den främsta ligan i amerikansk fotboll, och avgjordes i matchen National Football League Championship.

### National Football League Championship-vinster
- 1945 Laget, under namnet Cleveland Rams, slog Washington Redskins med 15–14.

- 1951 Vinst över Cleveland Browns med 24–17.

### Super Bowl-vinster
- 1999  Under namnet St. Louis Rams slog de Tennessee Titans med 23–16.
- 2021 Vinst över Cincinnati Bengals med 23–20.

## Super Bowl
Los Angeles Rams har spelat fem stycken Super Bowl, och vunnit två av dessa.
- Super Bowl XIV för säsongen 1979  med förlust mot Pittsburgh Steelers-
- Super Bowl XXXIV för säsongen 1999 ( som St. Louis Rams) med vinst mot Tennessee Titans.
- Super Bowl XXXVI för säsongen 2001 (som St. Louis Rams) med förlust mot New England Patriots.
- Super Bowl LIII för säsongen 2018 med förlust mot New England Patriots.
- Super Bowl LVI för säsongen 2021 med vinst mot Cincinnati Bengals.

## Kuriosa
- Los Angeles Rams var det första lag i NFL som införde en logo på sin hjälm – 1948.
- Inför säsongen 2005 byttes "Astro Turfen" i hemmaarenan Edward Jones Dome ut mot en ny konstgräsyta. Anledningen var att en av spelarna i Rams, Steven Jackson, påstod att en skada berodde på den hårda "Astro Turfen".
- Rams var det första laget att flytta tillbaka österut. Cleveland - Los Angeles - St. Louis
- Rams var det första laget att regelbundet visa matcher på TV
- Rams anfall (offense) gick under smeknamnet "the greatest show on turf" säsongerna '99 - '01
- Lagets maskot heter Rampage

## Hemmaarenor
- Cleveland Stadium (1936–1937 och 1939–1941)
- League Park (1937, 1942 och 1944–1945)
- Shaw Stadium (1938)
- Los Angeles Memorial Coliseum (1946–1979 och 2016–2019)
- Anaheim Stadium (1980–1994)
- Busch Memorial Stadium (1995)
- Edward Jones Dome (1995–2015)
- Sofi Stadium (2020–)

## Stora namn genom tiderna
- Bob Waterfield, QB 1945-1952
- Dick "Night Train" Lane, CB 1952-1953
- Jackie Slater, OT 1976-1995
- Merlin Olsen, DT 1962-1976
- David "Deacon" Jones, DE 1961-1971
- Eric Dickerson, RB 1983-1987
- Jack Youngblood, DE 1971-1984
- Kurt Warner, QB 1998-2003
- Marshall Faulk, RB 1999-2006
- Isaac Bruce, WR 1994-2007
- Torry Holt, WR 1999-2008
- Leonard Little, DE 1998-2009
- Steven Jackson, RB 2004-2012
- Aaron Donald, DT 2014–2023

## Stora namn idag
- Matthew Stafford, QB

## Tävlingsdräkt
- Hemma: Blå tröja med gul text, guldfärgade byxor med blå/vita revärer
- Borta: Vit tröja med blå text, guldfärgade byxor med blå/vita revärer
- Hjälm: blå med ett guldfärgat bockhorn på sidorna